# Psyence
| Críticas profissionais | Críticas profissionais |
| Avaliações da crítica  | Avaliações da crítica  |
| Fonte                  | Avaliação              |
| ---------------------- | ---------------------- |
| Allmusic               | [ 1 ]                  |

Psyence é o segundo álbum do músico japonês hide, lançado em 2 de setembro de 1996. Alcançou a primeira colocação nas paradas da Oricon. O álbum foi re-lançado no Japão apenas no formato SHM-CD, em 3 de dezembro de 2008, esta versão alcançou a colocação número 219 da Oricon.

## Visão geral
Eric Westfall, um dos engenheiros de gravação e mixagem do álbum, foi informado de que hide pediu para trabalhar com ele depois que o músico ouviu alguns dos trabalhos de Westfall e gostou do som da guitarra.

## Faixas
Todas as faixas escritas e compostas por hide. 
| Lista de faixas |                                         |         |  |
| N.º             | Título                                  | Duração |  |
| 1.              | "Psyence"                               | 3:18    |  |
| 2.              | "Erase"                                 | 3:25    |  |
| 3.              | "Genkai Haretsu (限界破裂)"             | 4:42    |  |
| 4.              | "Damage"                                | 4:34    |  |
| 5.              | "LEMONed I Scream (Choco-Chip Version)" | 2:47    |  |
| 6.              | "Hi-Ho"                                 | 5:46    |  |
| 7.              | "Flame"                                 | 5:20    |  |
| 8.              | "Beauty & Stupid"                       | 4:06    |  |
| 9.              | "Oedo Cowboy"                           | 1:22    |  |
| 10.             | "Bacteria"                              | 5:39    |  |
| 11.             | "Good Bye"                              | 3:59    |  |
| 12.             | "Cafe Le Psyence"                       | 1:00    |  |
| 13.             | "Lassie (Demo Master Version)"          | 3:33    |  |
| 14.             | "Pose"                                  | 4:57    |  |
| 15.             | "Misery (Remix Version)"                | 5:10    |  |
| 16.             | "Atomic M.O.M."                         | 2:38    |  |
| Duração total:  | Duração total:                          | 62:16   |  |

## Créditos
Créditos de acordo com as notas do encarte do álbum.
- hide - vocais principais e de fundo, guitarra, baixo,(exceto as faixas 3, 10)
- Kazuhiko "I.N.A" Inada - programador, engenheiro
- Takashi Kaneuchi - baixo nas faixas 3, 10
- Satoshi "Joe" Miyawaki (ZIGGY) - bateria (exceto faixas 7, 11)
- Eiki "Yana" Yanagita (ZEPPET STORE) - bateria nas faixas 7, 11
- Eric Westfall - piano, engenheiro